# زانیسکاری
زانیسکاری (انگلیسی: Zaniskari) یک نژاد از اسب کوهی کوچک یا اسبچه از لداخ در شمال هند می‌باشد. نامگذاری آن از جهت دره زانسکار یا منطقه‌ای در بخش کارگل بوده است. این اسب شبیه به نژاد اسپیتی از هیماچال پرادش است، اما برای کار در ارتفاعات سازگارتر است. همچون اسپیتی، این اسب شباهت‌هایی به نژاد تبتی نشان میدهد. این اسب از سایز متوسط و اغلب از رنگ خاکستری است. این نژاد در معرض خطر است و تنها چندصد رأس از آن باقی مانده است و یک برنامه حفاظتی در هند آغاز شده است.